# Big East Conference
La Big East Conference è una delle conference maggiori dello sport NCAA. È nata nel 2013, dalla divisione della precedente Big East Conference, da cui sono nate la nuova Big East Conference, e la American Athletic Conference.

## Membri
- Butler University
- Creighton University
- DePaul University
- Georgetown University
- Marquette University
- Providence College
- St. John's University
- Seton Hall University
- University of Connecticut (UConn)
- Villanova University
- Xavier University